# Kutaisi
Kutaisi (en georgiano: ქუთაისი, pronunciado [kʰutʰɑisi]ⓘ) es una ciudad de Georgia, perteneciente a la región de Imereti, es sede del poder legislativo donde reside el Parlamento.

## Geografía

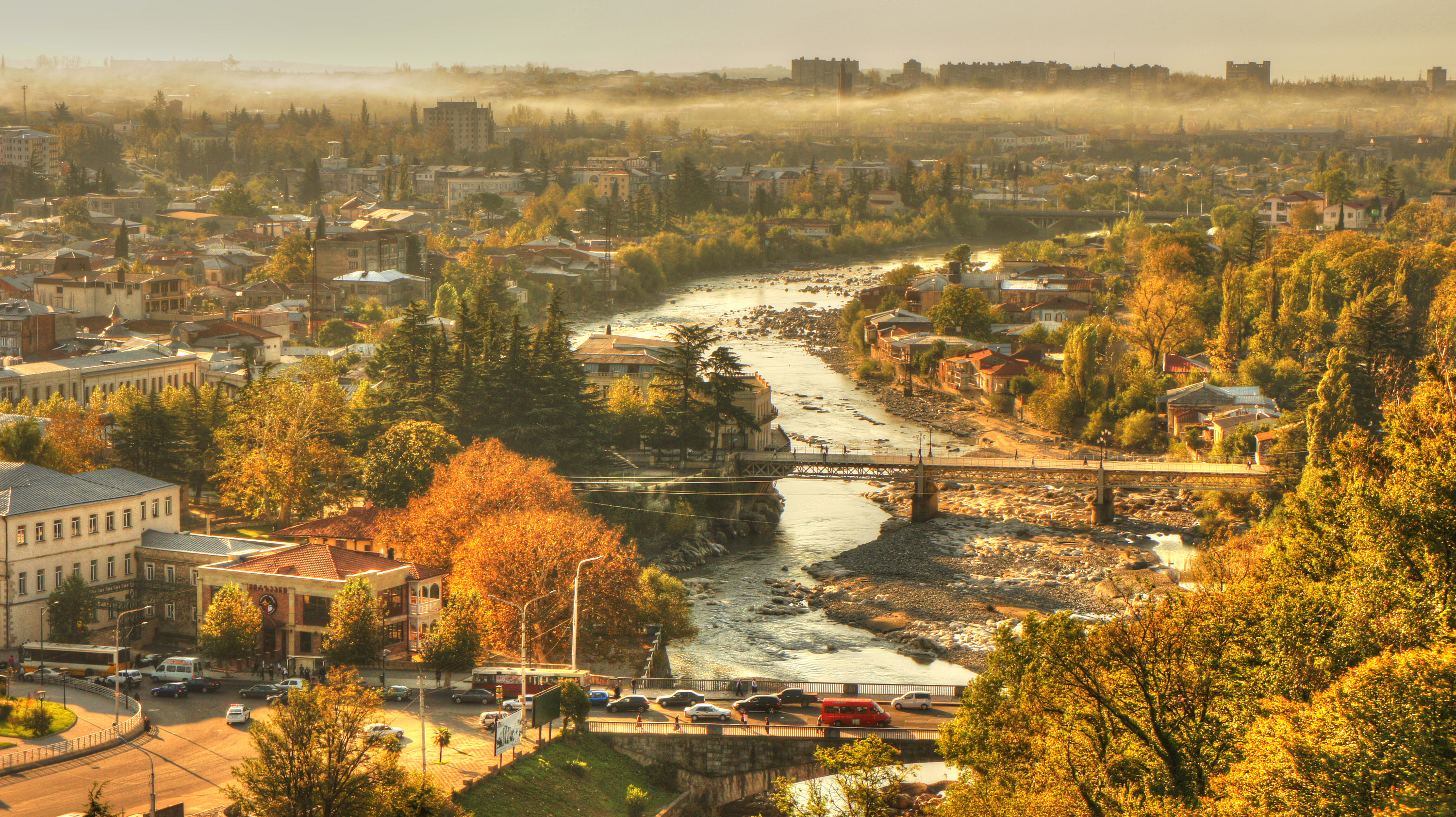
Amanecer en Kutaisi

Kutaisi se encuentra en ambas orillas del río Rioni, a unos 221 kilómetros al oeste de Tiflis. La ciudad tiene una elevación de 125-300 metros sobre el nivel del mar. Al este y al noreste, Kutaisi está rodeada por las colinas norteñas de Imereti, al norte por la sierra de Samgurali, y al oeste y al sur por la llanura de Colchis.
Kutaisi se encuentra rodeada por bosques al noreste y al noroeste. Las orillas de la ciudad tienen un paisaje principalmente agricultor. El centro de la ciudad tiene muchos jardines y sus ciudades tienen árboles altos. Durante la primavera, cuando la nieve comienza a derretirse en las montañas cercanas, se puede escuchar al río Rioni aun lejos de sus orillas.

## Historia

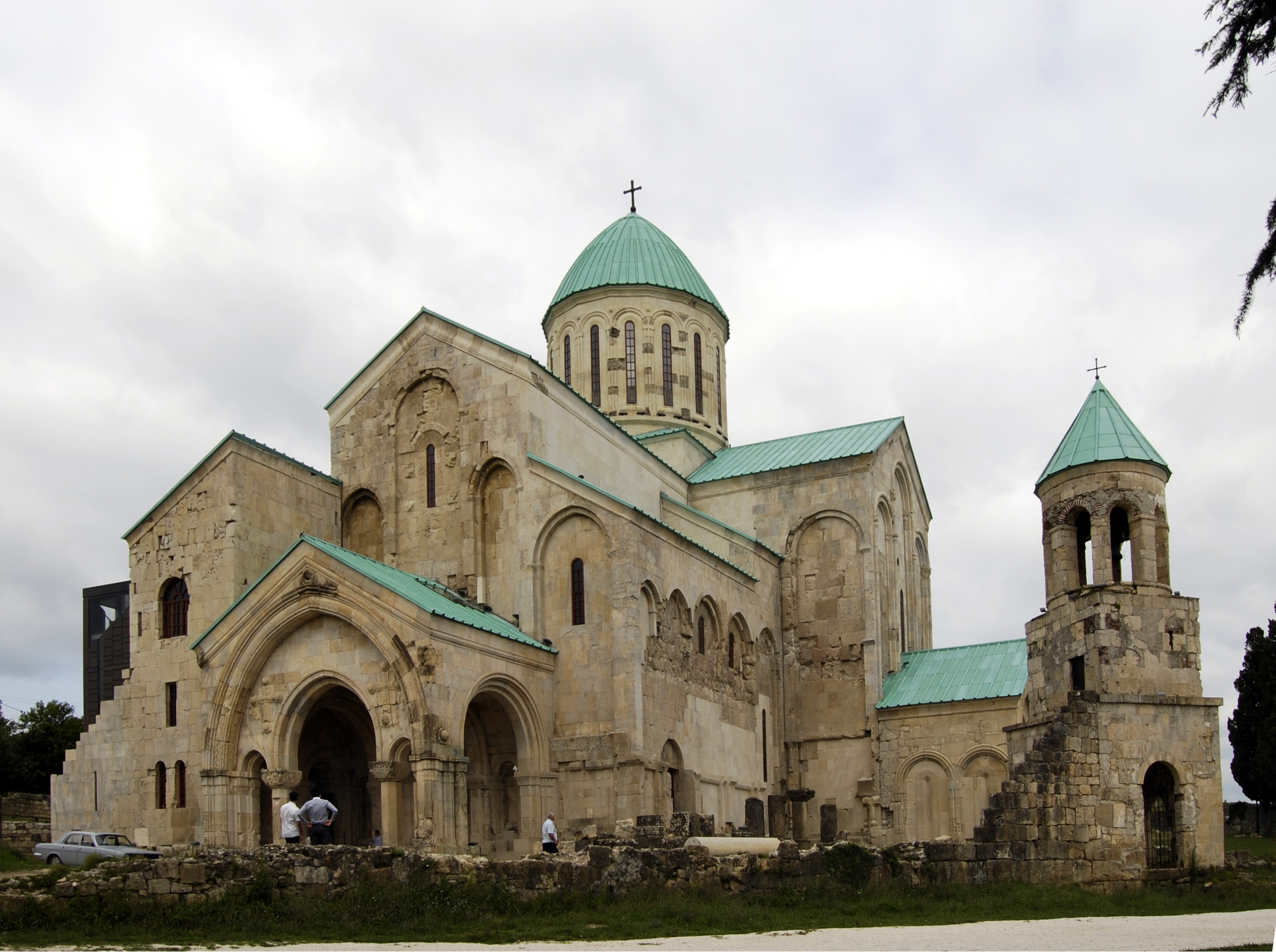
Catedral de Bagrati

Kutaisi fue varias veces en la historia capital nacional: primero, del antiguo reino de la Cólquida; entre 975 y 1122, del reino de Georgia; y entre el siglo XV y 1810, del reino de Imericia. En 1810 este último reino fue ocupado por el Imperio ruso.
Antes de la independencia de Georgia en 1991 y del colapso económico del país, Kutaisi era la ciudad georgiana más industrializada. Hoy, muchos de sus habitantes han tenido que abandonarla y trabajar fuera para poder subsistir. El comercio a pequeña escala está prevaleciendo entre el resto de la población. El clima es húmedo: el verano es caluroso y el invierno frío y con frecuentes lluvias y nevadas; en primavera, cuando la nieve se derrite en las montañas cercanas, la corriente del río Rioni que fluye por medio de la ciudad aumenta. Llueve en todas las estaciones del año. Debido a ello, hay numerosos jardines en el centro de la ciudad, así como alamedas arboladas. Esto le confiere un aspecto verde en primavera y rojo-amarillento en otoño.
En 2012 el Parlamento de Georgia se instaló en esta ciudad, en un edificio de estilo moderno construido por arquitectos españoles.

## Demografía
Kutaisi es la tercera ciudad más poblada del país.
| Gráfica de evolución de Kutaisi entre 1822 y 2020 |
|                                                   |

## Deporte
- FC Torpedo Kutaisi juega en la Umaglesi Liga y su sede es el Estadio Ramaz Shengelia, también juega la Copa de Georgia.
- FC Dinamo Kutaisi juega en Liga Regional de Kutaisi y su estadio es el Givi Kiladze Stadium.

## Ciudades hermanadas
Kutaisi mantiene un hermanamiento de ciudades con:
- Ascalón (Israel)
- Columbia (Estados Unidos)
- Dnipró (Ucrania)
- Donetsk (Ucrania)
- Ganya (Azerbaiyán)
- Gyumri (Armenia)
- Járkov (Ucrania)
- Kars (Turquía)
- Leópolis (Ucrania)
- Newport (Reino Unido)
- Níkea (Grecia)
- Plovdiv (Bulgaria)
- Poznań (Polonia)
- Rasht (Irán)
- Samsun (Turquía)
- Tianjin (China)
- Vitoria (España)
- Xinhua (China)